# Квачина
Квачина — река на полуострове Камчатка в России.
Длина реки — 76 км. Площадь водосборного бассейна — 1230 км². Протекает по территории Тигильского района Камчатского края. Впадает в Охотское море (Бухта Квачина).
Названа русскими казаками по имени местного ительменца Квачен.

## Данные водного реестра
По данным государственного водного реестра России относится к Анадыро-Колымскому бассейновому округу.
По данным геоинформационной системы водохозяйственного районирования территории РФ, подготовленной Федеральным агентством водных ресурсов:
- Код водного объекта в государственном водном реестре — 19080000212120000033684